# 佐武一郎
佐武 一郎（さたけ いちろう、1927年12月25日 - 2014年10月10日）は、日本の数学者。山口県出身。カリフォルニア大学バークレー校名誉教授。東北大学名誉教授。理学博士。
専門は微分幾何学、代数群。佐武同型(Satake isomorphism)、志村多様体の佐武コンパクト化、ディンキン図形の一般化である佐武図形(Satake diagram)、保型形式のL-函数のオイラー積における佐武パラメーターなどで知られる。著書の『線型代数学』は線型代数学の入門書として有名であり、現在でも広く読まれている。

## 略歴
- 1927年 - 山口県に生まれる
- 1950年 - 東京大学理学部数学科卒業
- 1959年 - 東京大学 理学博士。論文の題は「The Gauss-Bonnet theorem for 5-manifolds (5多様体についてのガウス-ボネットの定理) 」[3]。
- 1962年～1963年 - 東京大学教授
- 1963年～1968年 - シカゴ大学教授
- 1968年～1983年 - カリフォルニア大学バークレー校教授
- 1980年～1991年 - 東北大学教授
- 1991年～1998年 - 中央大学理工学部数学科教授

## 著書・訳書
- 『線型代数学』裳華房 1974 ISBN 978-4-7853-1301-2
- 『線形代数』共立出版 1997 ISBN 978-4-320-01554-8
- 『現代数学の源流（上）』朝倉書店 2007 ISBN 978-4-254-11117-0
- 『現代数学の源流（下）』朝倉書店 2009 ISBN 978-4-254-11121-7
- 『リー群の話』日評数学選書 1982 ISBN 978-4-535-60110-9
- 『リー環の話』日評数学選書 1987 ISBN 4-535-60137-2
- 『代数学への誘い』遊星社 1996 ISBN 978-4-7952-6879-1
- 『ケーラー多様体入門』シュプリンガー・ジャパン 2010 ISBN 978-4-431-10086-7（アンドレ・ヴェイユの著書の小林昭七との共訳）